# Randall Duk Kim
Randall Duk Kim, född 1943, är en koreansk-amerikansk röstskådespelare och skådespelare.